# پ زد ال-۱۳۰ اورلیک
پِ زد ال-۱۳۰ اورلیک (به لهستانی: PZL-130 Orlik)(به معنی عقاب) یک هواپیمای آموزشی با دو صندلی پشت سرهم ساخت لهستان، با یک موتور توربوپراپ می‌باشد.

## طراحی و توسعه
اورلیک توسط ''پ.زد.ال وارشاوا اوکِچه'' (به لهستانی: PZL Warszawa-Okecie)به عنوان یک هواپیمای آموزشی برای نیروی هوایی لهستان طراحی شد و به عنوان جایگزینی برای پ.زد. ال-۱۱۰ کولیبِرس در نظر گرفته شد. این هواپیما همچنین برای تطابق با استاندارد اف.ای. ار ۲۳ ایالات متحده طراحی شده است. نظارت بر این پروژه توسط آندری فریدریحویچ (به لهستانی: Andrzej Frydrychewicz)، مهندس ارشد پ. زد. ال وارشاوا اوکِچه به انجام رسید. برای شبیه‌سازی بهتر ویژگی‌های هندلینگ در جنگنده‌های جت، دراین هواپیما از یک بال با نسبت اندازه بال پائین استفاده شد.در زمان طراحی این هواپیما پیشرانه آن یک موتور پیستونی شعاعی از نوع وِدِنیف ام ۱۴پی ام که در اتحادجماهیر شوروی طراحی و تولید شده بود، لیکن هدف این بود که در زمان تولید، موتور پیشرانه این هواپیما با یک دستگاه موتور ایوچنکو ای‌آی-۱۴ ساخت لهستان، جایگزین شود.اولین نمونه اولیه اورلیک در ۱۲ اکتبر ۱۹۸۴ پرواز کرد، نمونه اولیه دوم در دسامبرهمان سال و سومین نمونه در ژانویه ۱۹۸۵به پرواز درآمدند.
در حالی که نیروی هوایی لهستان برنامه‌ریزی می‌نمود تا از اورلیک‌های با موتورهای شعاعی ساخت لهستان، بهره‌برداری نماید، پ.زد. ال یک نسخه جدید به نام پ. زد. ال-۱۳۰ تی توربو اورلیک را برای اهداف صادراتی را برنامه‌ریزی می‌نمود.
بنابراین نمونه سوم اورلیک مجدداً با یک موتورتوربوپراپ پرت اند ویتنی پی‌تی۶ای-۲۵ پی به قدرت ۴۱۰ کیلووات (۵۵۰ اسب بخار) تجهیز شده و در ۱۳ ژوئیه ۱۹۸۶ به پرواز درآمد. این نمونه زمانی که برای پیشنهاد به نیروی هوایی کلمبیا عرضه می‌شد، در اثر یک حادثه در ژانویه ۱۹۸۷ از میان رفت. دو نمونه اولیه دیگر با موتورهای توربوپراپ در سال‌های ۱۹۸۹ و ۱۹۹۰، با موتورهای والتر ام-۶۰۱ ایی ساخت جمهوری چک به قدرت ۵۶۰ کیلووات (۷۵۰ اسب بخار) و موتور پی‌تی۶ای-۲۵ تولید شده است. این مدل‌ها به ترتیب پ. زد. ال-۱۳۰تی بی و پ. زد. ال-۱۳۰تی پی، نام گرفتند.
در سال ۱۹۹۰، توسعه اورلیک با موتور پیستونی با توجه به ناکافی بودن قدرت موتورهای شعاعی و همچنین علاقه لهستانی‌ها به مدل پ. زد. ال-۱۳۰ تی بی یا موتور ام-۶۰۱ به کنار گذاشته شد.

## سابقه عملیاتی
تحویل پ. زد. ال-۱۳۰ تی بی به نیروهای مسلح لهستان در سال ۱۹۹۴ آغاز شد، آکادمی آموزش خلبانی نظامی در دنبلین و هنگ هوایی ۶۰ ام آموزشی در
رادوم به این هواپیما مجهز شدند. همه هواپیماهای پ. زد. ال-۱۳۰ تی بی لهستانی به استاندارد تی سی-۱ ارتقا یافته و با صندلی‌پَران و ایونیک بهتر تجهیز شدند.

## گونه‌ها
پ. زد. ال-۱۳۰ اورلیک

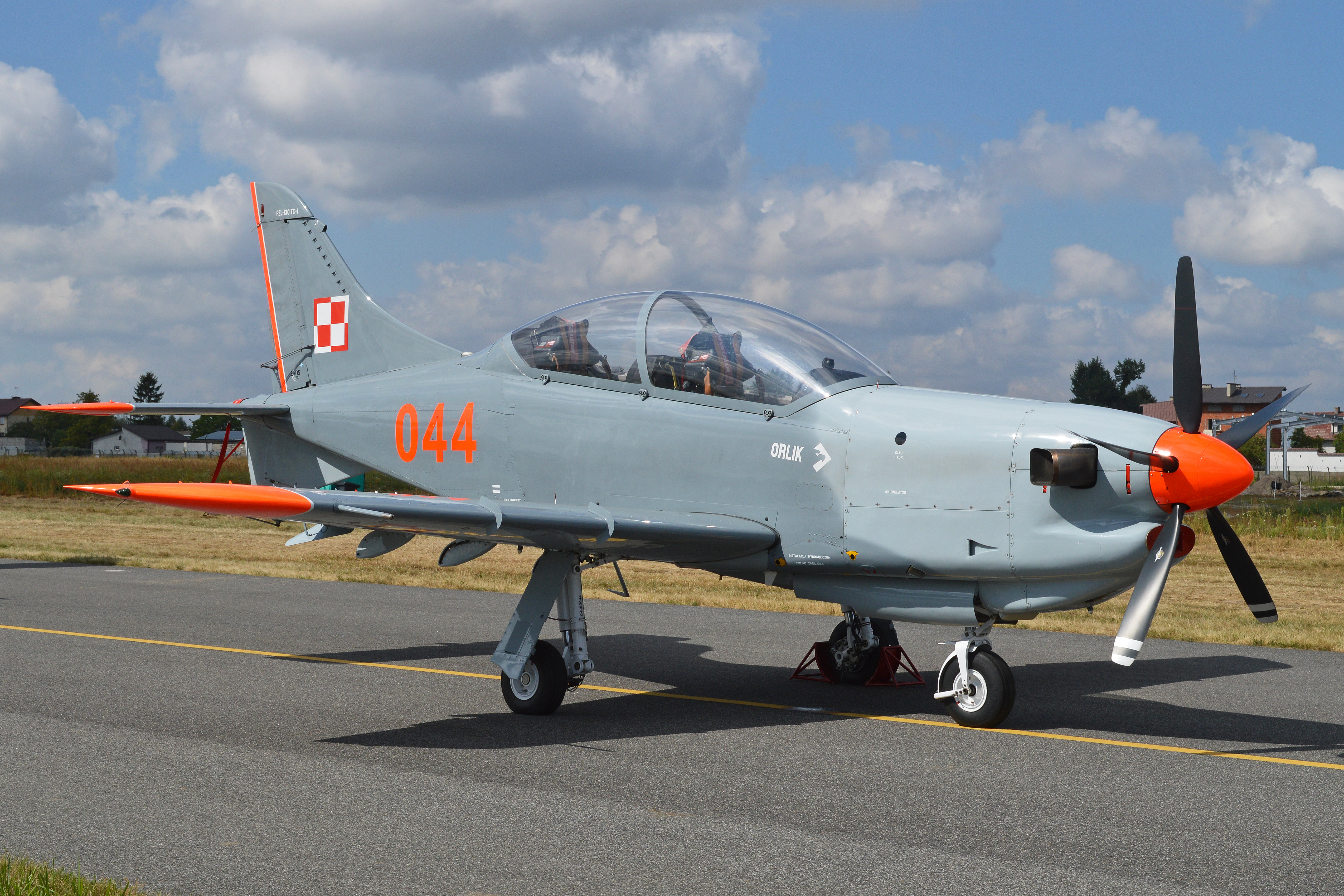
پ.زد. ال-۱۳۰ تی سی-۱

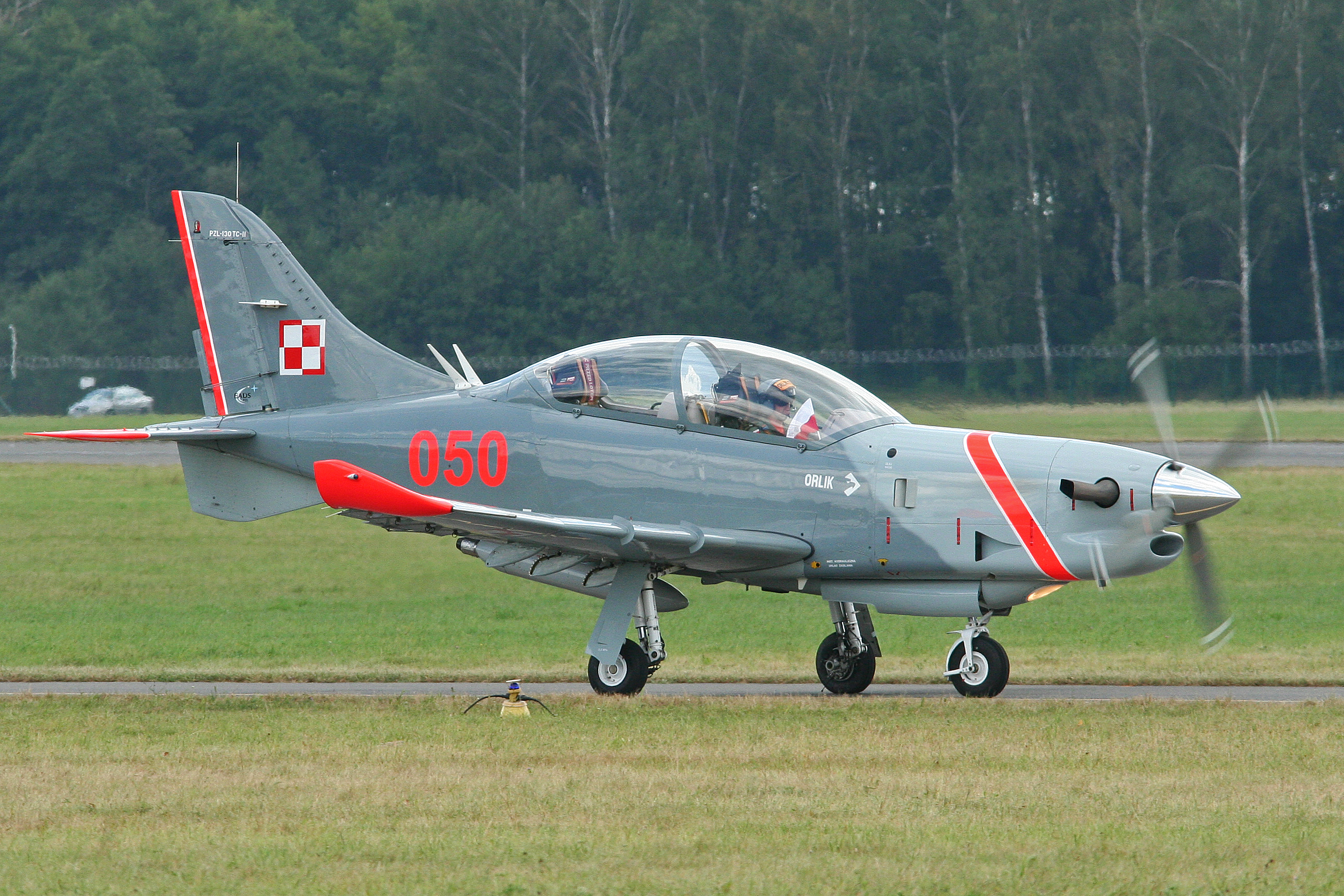
پ.زد. ال-۱۳۰ تی سی-۲

گونه اولیه مجهز به موتورپپیستونی ودنیف ام ۱۴ پی ام
پ. زد. ال-۱۳۰ توربواورلیک
گونه مجهز به موتور توربوپراپ پرت اند ویتنی پی‌تی۶ای-۲۵ پی
پ. زد. ال-۱۳۰ تی ام اورلیک
گونه مجهز به موتور توربوپراپ والتر ام۶۰۱ ایی
پ. زد. ال-۱۳۰ تی بی اورلیک
گونه مجهز به موتور توربوپراپ والتر ام۶۰۱ تی
پ. زد. ال-۱۳۰ تی سی-۱ اورلیک
گونه مجهز به صندلی پران صفر صفر مارتین بیکر ام کی ۱۱ واویونیک روزآمد شده.
پ. زد. ال-۱۳۰ تی سی-۲ اورلیک (گارمین)
گونه مجهز به موتور توربوپراپ پرت اند ویتنی پی‌تی۶ای-۲۵ سی بالچه‌های اضافه شده واویونیک مدرن ساخت گارمین و تغییر موقعیت صندلی مربی پرواز
پ. زد. ال-۱۳۰ تی سی-۲ اورلیک (جی سی)
گونه مجهز به کابین شیشه‌ای بکپارچه و صفحه‌نمایش جلو-سری، این گونه در شرکت سازنده اورلیک ام پی تی (به انگلیسی: Multi Purpose Trainer) (آموزشی چند منطوره) نامگذاری شده است.

## کاربران
لهستان
- نیروی هوایی لهستان
- نیروی دریایی لهستان – کاربرپیشین.

## مشخصات (پ زد ال-۱۳۰تی سی-۲اورلیک)

طرح سه نمای جنگنده پ زد ال-۱۳۰ اورلیک.

ویژگی‌های عمومی
- خدمه: ۲
- طول: ۹٫۳ متر (۳۰ فوت ۶ اینچ)
- پهنای بال: ۱۰ متر (۳۲ فوت ۱۰ اینچ)
- ارتفاع: ۳٫۵۳ متر (۱۱ فوت ۷ اینچ)
- مساحت بال‌ها: ۱۴٫۵۶ متر مربع (۱۵۶٫۷ فوت مربع)
- وزن خالی: ۱٬۸۲۵ کیلوگرم (۴٬۰۲۳ پوند)
- وزن ناخالص: ۲٬۴۰۰ کیلوگرم (۵٬۲۹۱ پوند)
- بیشترین وزن برخاست: ۲٬۹۵۰ کیلوگرم (۶٬۵۰۴ پوند)
- پیشرانه: ۱ عدد موتور توربوپراپ پرت اند ویتنی کانادا پی‌تی۶سی به قدرت، ۵۶۰ کیلووات (۷۵۰ اسب بخار)

عملکرد
- حداکثر سرعت: ۵۵۰ کیلومتر بر ساعت (۳۴۰ مایل بر ساعت، ۳۰۰ گره)
- سرعت کروز: ۴۹۰ کیلومتر بر ساعت (۳۰۰ مایل بر ساعت، ۲۶۰ گره)
- بُرد: ۲٬۲۰۰ کیلومتر (۱٬۴۰۰ مایل، ۱٬۲۰۰ مایل دریایی)
- حداکثر ارتفاع: ۱۰٬۰۰۰ متر (۳۳٬۰۰۰ فوت)
- نرخ صعود: ۱۴٫۴ متر بر ثانیه (۲٬۸۳۰ فوت بر دقیقه)

تسلیحات

- آویزگاه‌های حمل سلاح: ۶ با ظرفیت ۷۰۰ کیلوگرم (۱٬۵۰۰ پوند)